# Drag City
Drag City is een onafhankelijk platenlabel uit Chicago, Verenigde Staten. Het platenlabel is opgericht in 1989 door Dan Koretzky en Dan Osborn. Drag City is gespecialiseerd in indierockbands. Onder andere de volgende bands en artiesten hebben albums bij Drag City uitgebracht: Pavement, Bill Callahan, Will Oldham, Half Japanese, Jim O'Rourke en Joanna Newsom. De eerste uitgave van het platenlabel (DC1), was de single Hero Zero van Royal Trux. 
Verschillende albums van Drag City worden in het Verenigd Koninkrijk uitgebracht door Domino Records.